# Büchler Áron
Büchler Áron (Szögy, 1780 körül – Dunaszerdahely, 1820) rabbi
Dunaszerdahelyi rabbi, testvére volt Büchler Falk szécsényi rabbinak. Előbb Nyitrán és Vágújhelyen élt. 1816-tól működött, mint dunaszerdahelyi rabbi. Ajánlással látta el Weiss Bész Jicchok c. munkáját. A Chaszam Szófer több helyt megemlékezik róla (II. 221, 251. és V. 97).